# جائزة بلجيكا الكبرى 1964
جائزة بلجيكا الكبرى 1964 هو سباق فورمولا 1 أقيم بتاريخ 14 يونيو 1964 في حلبة دي سبا فرانكورشومب، حمام معدني، بلجيكا. كان الثالث من أصل 10 في بطولة العالم لسباقات الفورمولا واحد موسم 1964. حلّ البريطاني جيم كلارك أولا بينما جاء بروس ماكلارين في المركز الثاني وحصل على المركز الثالث الأسترالي جاك برابهام.

## وصلات خارجية
- الموقع الرسمي